# Šahovski klub Spartak Subotica

ŠK Spartak je vojvođanski šahovski klub iz Subotice. 
Osnovan je 1930. godine pod imenom šah klub Radnički.  Pod ovim je imenom djelovao do 1955. godine. Te je godine pristupio športskom društvu željezničara Jovan Mikić - Spartak te od tada nosi ime ŠK Spartak.
Spartak nije bio najstariji šahovski klub u Subotici, jer je u Subotici šahovski klub postojao još 28. ožujka 1897., kako bilježi Blaško Vojnić Hajduk u Moj grad u davnici – Subotica te Subotičko šahovsko društvo (osnovano 1920.), no pojava ŠK Radničkog potakla je stvaranje novih šahovskih klubova u Subotici i okolici, kao što su ŠK Bunjevac, ŠK Grafičar, ŠK Nepkör i drugi.
Poznati šahisti iz ovog kluba bili su velemajstorica Tereza Štadler, velemajstor Nikola Sedlak, međunarodni majstori Andrija Fuderer (višestruki sudionik šahovskih olimpijada) i Ivan Buljovčić, majstori Josip Sineš, Mirko Mamužić, Mirko Šrajber i drugi.
Šahovsku školu ovog kluba osnovao je međunarodni majstor Ivan Buljovčić.
ŠK Spartak organizira memorijalni turnir koji nosi ime u čast Mirka Šrajbera.